# Penishülle

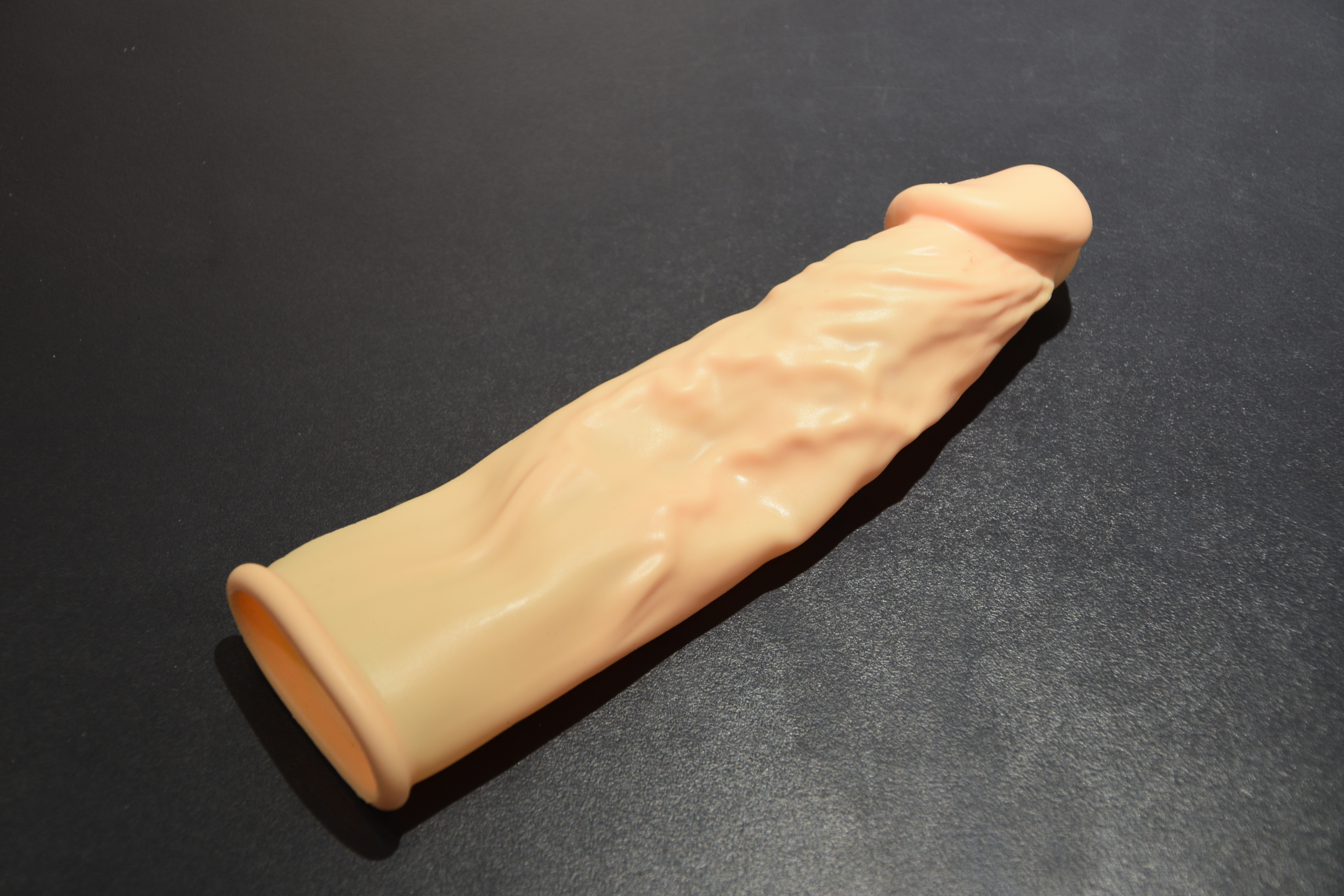
Penishülle aus Silikon.

Eine Penishülle, auch Penis Sleeve, ist ein Sexspielzeug, welches über das Glied des Mannes gezogen wird. Durch das Nutzen einer Penishülle soll die Empfindung des Sexualpartners gesteigert werden. Penishüllen verändern den Umfang, die Länge oder die Struktur des männlichen Gliedes.
Im Gegensatz zu genoppten Kondomen sind Penishüllen für die mehrfache Benutzung ausgelegt.

## Formen
Penishüllen gibt es in vielen unterschiedlichen Formen. Sie können aus einem länglichen hohlen Zylinder bestehen, der wie ein Penisring auf beiden Seiten offen ist. Es gibt auch Modelle, die nur aus einer Netzstruktur bestehen oder ein komplettes, innen hohles männliches Glied nachstellen. Bei diesen Penishüllen hat das eigentliche Glied keinen Kontakt mit der Haut des Sexualpartners, sie sollten dennoch nicht zur Verhütung eingesetzt werden. Die Penishülle wird häufig durch einen Hodenring am Verrutschen gehindert. Alternativ kann sie auch in Kleidungsstücke integriert oder (ähnlich wie ein Strapon) mit Gurten ausgestattet sein. Manche Penishüllen verfügen über eine Vibrationsfunktion oder sind mit zusätzlichen Reizarmen ausgestattet, welche die Klitoris stimulieren sollen.
Penishüllen werden ausschließlich aus elastischen Materialien hergestellt, verwendet werden TPE, Silikon, Jelly, Latex oder PVC.